# Odaje
Odaje (ukr. Одаї, Odaji) – wieś na Ukrainie, w obwodzie iwanofrankiwskim, w rejonie tyśmienickim.
Pod koniec XIX wieku wieś leżała w Galicji, w powiecie tłumackim stanowiła przysiółek wsi Markowce.
W II Rzeczypospolitej wieś leżała w powiecie tłumackim województwa stanisławowskiego.
Według spisu niemieckiego w czasie II wojny światowej w 1943 roku liczba ludności wynosiła 459 osób.